# 巴頓鎮區 (密歇根州)
巴頓鎮區（英語：Barton Township）是位於美國密歇根州紐威哥縣的一個行政鎮區。

## 地方資料
巴頓鎮區的面積為93.00平方千米，當中陸地面積為92.90平方千米，而水域面積為0.10平方千米。根據2020年美國人口普查的數據，當地共有人口706人，而人口密度為每平方千米7.59人。